# Ashley Walters

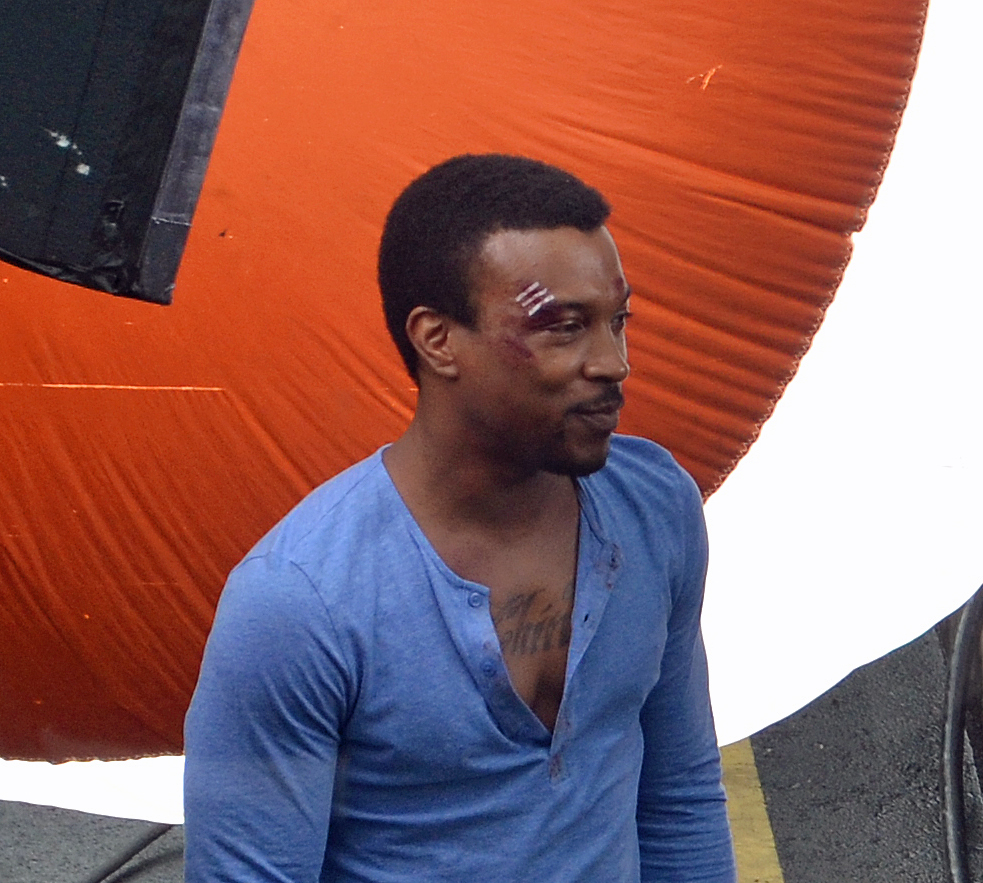
Ashley Walters 2013 bei Dreharbeiten

Ashley Walters (* 30. Juni 1982 in London), bekannter als Asher D, ist ein britischer Rapper und Schauspieler.

## Leben
Ashley Walters besuchte ab 1989 die Sylvia Young Theatre School und erhielt dort seine musikalische und schauspielerische Grundausbildung. Walters ist verheiratet und hat drei Kinder mit seiner Frau Danielle Isaie.

## Musikerkarriere
In der Musikbranche benutzt Walters das Pseudonym Asher D. Er war Mitglied der Gruppe So Solid Crew, einer der ersten Vertreter des Grime. Zur Single „21 Seconds“, die in England ein Nummer-eins-Hit war, steuerte er große Anteile bei. Aufgrund einer Haftstrafe musste er sein Engagement in der Gruppe abbrechen. Ab 2004 veröffentlichte er als Asher D mehrere Soloalben, Street Sibling (2004), Cure for Cancer Mixtape und In Memory of the Street Fighter (beide 2006). Beim Label AD82 records brachte er 2008 ein Studioalbum heraus, The Appetiser, das er selbst zusammen mit Laurence Ezra produzierte.

## Karriere als Schauspieler
Schon 1997 trat er in der englischen Fernsehserie Grange Hill in etlichen Episoden auf. Es folgten weitere kleinere Fernsehrollen. Seinen ersten großen Erfolg hatte er als „Rick“ im Film Bullet Boy unter der Regie von Saul Dibb. Für seine Rolle in diesem Drama erhielt er 2004 den British Independent Film Award als bester Newcomer. Nach einigen Filmen als Nebendarsteller, unter anderem in Stormbreaker, spielte er 2008 eine der Hauptrollen in Tuesday, einem Actionthriller. Außerdem war er 2007 in einer Hauptrolle in der vierten Staffel der BBC-Serie Hustle – Unehrlich währt am längsten zu sehen. Internationale Bekanntheit erlangte Walters mit der britischen Serie Top Boy, in der er den Boss eines Drogendealer-Rings in London spielte.

## Verurteilung wegen Waffenbesitz
Bei einer Auseinandersetzung mit einer Zivilstreife wurde Walters mit einer geladenen Druckluftwaffe angetroffen, deren nicht zugelassene Munition tödlich gewesen wäre. Er wurde deswegen 2002 zu einer 18-monatigen Haftstrafe verurteilt, von der er neun Monate schon in der Untersuchungshaft verbüßt hatte.

## Filmografie (Auswahl)
- 2004: Bullet Boy
- 2005: Get Rich or Die Tryin’
- 2005: House of 9
- 2006: Stormbreaker
- 2007: Hustle – Unehrlich währt am längsten (Fernsehserie, Staffel 4)
- 2008: Tuesday
- 2011: Sket
- 2011: Anuvahood
- 2011: Demons Never Die
- 2011–2023: Top Boy
- 2012: Footsoldiers of Berlin – Ihr Wort ist Gesetz (St George’s Day)
- 2012: Inside Men (Fernsehserie, 4 Episoden)
- 2013: StreetDance Kids
- 2014: Die Musketiere (The Musketeers, Fernsehserie, Episode 1x05)
- 2014: Silent Witness (Fernsehserie, 2 Episoden)
- 2016: Take Down – Die Todesinsel (Take Down)
- 2016: Plötzlich Papa (Demain tout commence)
- 2025: Ich vermisse dich (Missing You, Fernsehserie, alle fünf Episoden)
- 2025: Adolescence (Miniserie, 2 Episoden)